# Понте-нелле-Альпі
Понте-нелле-Альпі (італ. Ponte nelle Alpi, вен. Pont) — муніципалітет в Італії, у регіоні Венето, провінція Беллуно.
Понте-нелле-Альпі розташоване на відстані близько 480 км на північ від Рима, 85 км на північ від Венеції, 8 км на північний схід від Беллуно.
Населення — 8417 осіб (2014).

## Демографія
Населення за роками:

Станом на 1 січня 2023 року в муніципалітеті офіційно проживало 405 іноземців з 49 країн, серед них 120 громадян країн Євросоюзу та 29 громадян України.

## Сусідні муніципалітети
- Беллуно
- Альпаго
- Лонгароне
- Соверцене